# My Home Møbler
My Home Møbler A/S er en landsdækkende dansk møbelkæde med 23 møbelhuse i Danmark. Virksomheden har hovedkvarter og lager i Fårup.
My Home Møbler ejes af Jan Hallas, som i 1996 begyndte med møbelsalg fra en privatadresse i Randers. I 2006 blev der åbnet en lagersalgbutik i Randers. I 2024 besluttede Jan Hallas at lukke møbelkæden.